# Te Hapara
Te Hapara est une banlieue de la cité de Gisborne, située dans l’est de l’Île du Nord de la Nouvelle-Zélande. 

## Situation
Elle est localisée dans le nord-ouest de la cité de Gisborne.

## Toponymie
Le  Ministère de la Culture et du Patrimoine de Nouvelle-Zélande donne la translation de "the dawn" (l’aube) pour le motTe Hāpara.

## Démographie
La banlieue de Te Hapara, comprenant les zones statistiques de Te Hapara North, Te Hapara South, Te Hapara East et Centennial Crescent, avait une population de 7 749 résidents lors du recensement de 2018 en Nouvelle-Zélande, en augmentation de 600 personnes (soit 8,4 %) depuis celui de recensement de 2013 en Nouvelle-Zélande, et une augmentation de 645 personnes (soit 9,1 %) depuis celui de recensement de 2006 en Nouvelle-Zélande. 
Il y avait 2 802 logements.
On notait 3 732 hommes et 4 026 femmes, donnant un sexe ratio de 0,93 homme pour une femme, avec 1 806 personnes (soit 23,3 %) âgées de moins de 15 ans, 1 488 personnes (soit 19,2 %) âgées de 15 à 29 ans, 3 213 personnes (soit 41,5 %) âgées de 30 à 64 ans, et 1 248 personnes (soit 16,1 %) âgées de 65 ans ou plus.
L’ethnicité était pour 58,2 % d’européens/Pākehā, 50,7 %  de Māoris, 5,6 % de personnes des peuples du Pacifique, 5,1 % d’Asiatiques et  1,3 % d’autres ethnicité (le total fait plus de 100 % dans la mesure où une personne peut s’identifier avec de multiples ethnicités).
La proportion de personnes nées outre-mer était de 12,4 %, comparée avec les 27,1 % au niveau national.
Bien que certaines personnes  objectent à donner leur tendance religieuse, 48,5 % n’avaient pas de religion, 35,7 % étaient chrétiens, 1,0 % étaient Hindouistes, 0,3 % étaient Musulmans, 0,4 % étaient Bouddhistes et 5,7 % avaient une autre religion.
Parmi ceux qui avaient au moins 15 ans d’âge, 723 personnes  (soit 12,2 %) étaient bachelier ou avaient un niveau supérieur et 1 398 personnes (soit 23,5 %) n’avaient aucune qualifications formelle. 
Le statut d’emploi de ceux de plus de 15 ans était pour 2 796 personnes (soit 47,0 %):  à plein temps, 810 personnes (soit 13,6 %) étaient à temps partiel et 285 personnes (soit 4,8 %) n’avaient aucun emploi
| Nom                 | Population | logements | âge médian | revenus médians |
| ------------------- | ---------- | --------- | ---------- | --------------- |
| Te Hapara North     | 2,013      | 720       | 39,9 ans   | 26 100 $        |
| Te Hapara South     | 2.178      | 765       | 33,4 ans   | 23 800 $        |
| Te Hapara East      | 1.992      | 774       | 37,4 ans   | 24 800 $        |
| Centennial Crescent | 1.566      | 543       | 33,1 ans   | 23 100 $        |
| New Zealand         |            |           | 37,4 ans   | 31 800 $        |

## Parcs
Te Hapara avait deux terrains de sports: le Harry Barker Reserve (en) (pour le cricket et le hockey sur gazon) et «Barry Park».
« Blackpool Street Reserve » est un parc local et une zone de promenade pour chiens.

## Éducation
- L’ école  de école supérieure pour fille de Gisborne (en) est une école secondaire publique, seulement pour filles, allant de l’année 9 à 15[8],[9] avec un effectif de 793 élèves[10]

- collège Campion (en) est une école supérieure, allant de l’année 7 à 15, mixte, intégrée au public[11],[12] avec un effectif de 457 élèves[13].

- L’école :Te Hapara School est une école primaire, publique, mixte , allant de l’année 1 à 6[14],[15],[16] avec un effectif de 229 élèves[17].
- L’école : St Mary's Catholic School est une école primaire mixte, allant de l’année 1 à 6 , intégrée au public[18],[19] avec un effectif de 213 élèves[20].

Tous ces effectifs sont ceux de mars 2021